# マルジョリ・ヌワウウェ
マルジョリ・ヌワウウェ（Marjory Nyaumwe、女性、1987年7月10日 - ）は、ジンバブエのサッカー選手である。サッカージンバブエ女子代表で、代表チームが初出場となったリオデジャネイロオリンピックに出場し、マルジョリ自身のデビューを果たした。
マルジョリは対ドイツ戦に奇抜なヘアスタイルで出場し話題となった。